# Overkill’s The Walking Dead
Overkill’s The Walking Dead — компьютерная игра в жанре шутера от первого лица, разработчиком является студия Overkill Software, издателем — компания Starbreeze Publishing.  Выход игры состоялся 6 ноября 2018 года на платформе Microsoft Windows.
Игра основана на комиксе Роберта Киркмана — The Walking Dead, который впервые вышел в 2003 году. Также игра входит во вселенную данного комикса.

## Игровой процесс
Действия игры разворачиваются в Вашингтоне, округ Колумбия, где четырём главным персонажам — Эйдану, Майе, Гранту и Хизер предстоит путешествовать по заброшенному городу, исследовать районы в поисках припасов, снаряжения и других выживших. Игра будет ориентирована на командное взаимодействие между персонажами. У каждого из персонажей будет свой уникальный набор умений, которые можно улучшать и прокачивать, а также своя роль и игровой стиль. В игре будут присутствовать элементы стелса — любой звук может быть услышан ходячими, а любая ошибка может привлечь орду. В игре будет система повреждения оружия, различное качество патронов и снаряжения. Без должного ухода оружие и снаряжение может выходить из строя, что будет затруднять стрельбу. Например, огнестрельное оружие может заклинить, оптика на прицелах может загрязняться, а глушитель и вовсе сломаться. После выхода, разработчики планируют развитие игры, добавляя новые сюжеты, карты, оружие и многое другое.

## Отзывы
| Сводный рейтинг    | Сводный рейтинг |
| Агрегатор          | Оценка          |
| ------------------ | --------------- |
| GameRankings       | 49,15 %         |
| Metacritic         | PC: 51/100      |
| Иноязычные издания |                 |
| Издание            | Оценка          |
| GameSpot           | 3/10            |
| IGN                | 5,3/10          |

Игра получила смешанные отзывы.

## Примечание
1. ↑  A new Walking Dead game is in the works at Payday developer Overkill. Дата обращения: 12 августа 2017. Архивировано 13 августа 2017 года.
2. ↑  Starbreeze switches from Valhalla to Unreal for The Walking Dead. Дата обращения: 29 августа 2017. Архивировано 30 августа 2017 года.
3. ↑  https://store.steampowered.com/app/717690/OVERKILLs_The_Walking_Dead/ Архивная копия от 3 ноября 2018 на Wayback Machine описание игры на торговой площадке Steam
4. ↑  OVERKILL's The Walking Dead for PC (англ.). GameRankings. Дата обращения: 14 августа 2025. Архивировано из оригинала 9 декабря 2019 года.
5. ↑  OVERKILL's The Walking Dead for PC Reviews. Metacritic. CBS Interactive. Дата обращения: 14 октября 2022. Архивировано 14 октября 2022 года.
6. ↑  Barbosa, Alessandro. Overkill's The Walking Dead Review - DOA. GameSpot. CBS Interactive (13 ноября 2018). Дата обращения: 14 октября 2022. Архивировано 14 октября 2022 года.
7. ↑  Jagnaeux, David. Overkill's The Walking Dead Review. IGN. Ziff Davis (13 ноября 2018). Дата обращения: 14 октября 2022. Архивировано 14 октября 2022 года.